# 1. FC Bayreuth

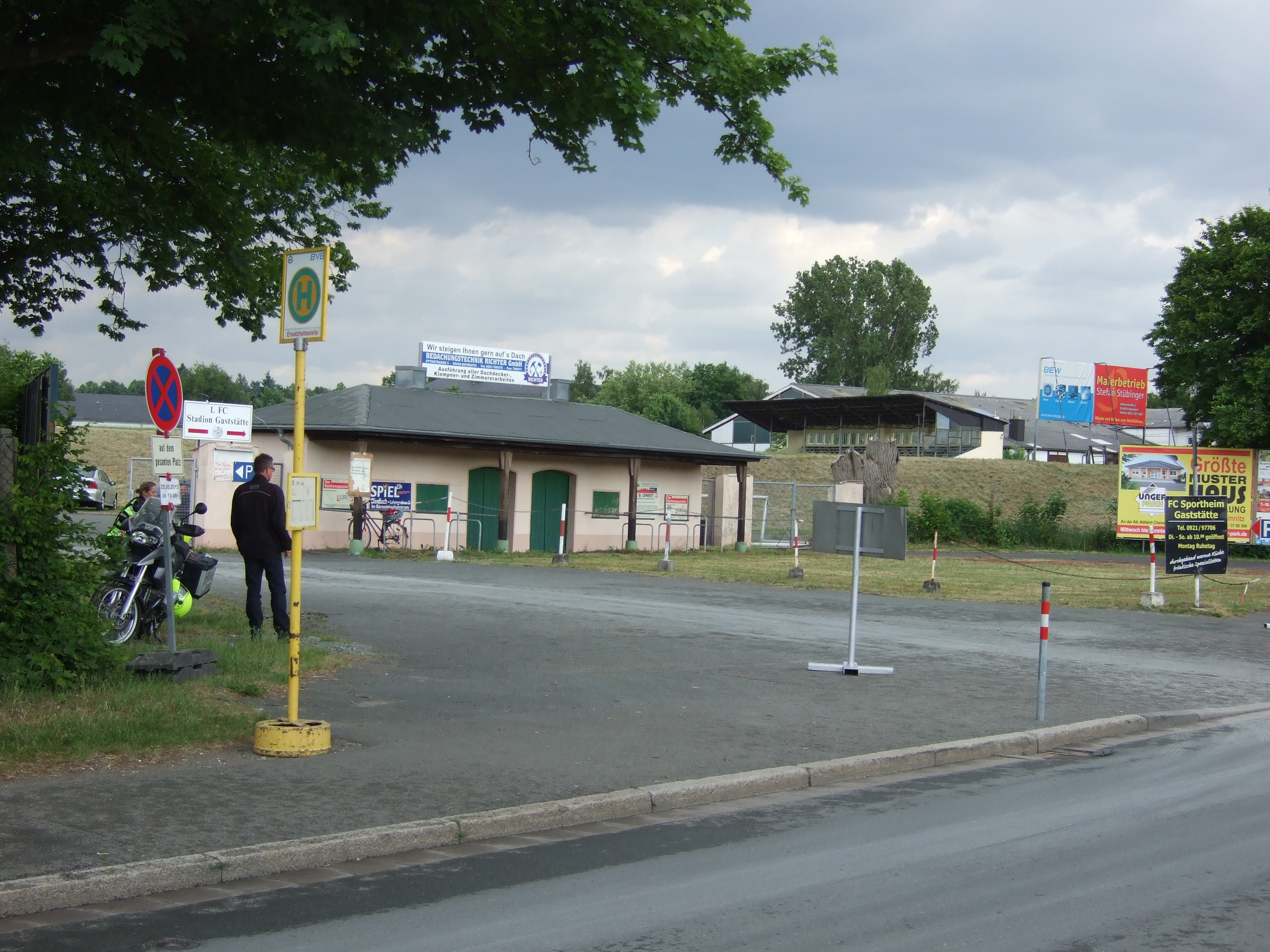
Eingang zum Stadion und Tribüne des 1. FC Bayreuth

Der 1. FC Bayreuth ist ein 1910 gegründeter Sportverein aus Bayreuth.

## Fußball
Während der ersten elf Jahre seiner Existenz spielten die Fußballer unter dem Dach des Bayreuther Turnvereins. Vor einem der ersten Wettspiele gab jener den Sportlern folgende Anleitung: „Unter Aufbietung aller körperlichen Gewandtheit und rascher Überlegung, die alle Lücken des Gegners erspäht und benutzt, versuchen die Stürmer, die feindliche Reihe zu überlaufen, um dann den Ball ins freie Feld zu bringen, wo er im raschen Lauf dem Ziel, dem kleinen Torgehäuse, entgegenfliegt.“
Bis zum Zweiten Weltkrieg dominierte der FC das Fußballgeschehen in Bayreuth. 1926 gelang den Schwarz-Weißen der Aufstieg in die zu der Zeit erstklassige Bezirksliga Bayern, in der sie zusammen mit den deutschen Spitzenteams des 1. FC Nürnberg und der SpVgg Fürth spielten; allerdings steckten die Bayreuther alljährlich im Tabellenkeller fest. Dies änderte sich noch rechtzeitig zur letzten Spielzeit der Bezirksliga als höchste Spielklasse, als die Wagnerstädter sich mit einem vierten Platz für die 1933 eingeführte Gauliga Bayern qualifizierten. Doch erwies sich die neue Liga als zu stark für die Oberfranken und so mussten sie bereits nach einer Saison in der neuen Topliga 1934 den Rückmarsch in die nun zweitklassige Bezirksliga antreten. Zwar gelang ihnen der sofortige Wiederaufstieg, aber auch 1936 kam der Abstieg. Während des Zweiten Weltkriegs bildete der 1. FC zusammen mit anderen Bayreuther Vereinen eine Kriegsspielgemeinschaft, der 1944 der Aufstieg in die Gauliga gelang. Ob in der Saison 1944/45 noch Spielbetrieb stattfand, ist unbekannt.
Nach dem Krieg übernahm der Lokalrivale SpVgg Bayreuth die Führungsrolle in der Stadt und die Schwarz-Weißen tauchten nur noch zwischen 1965 und 1975 auf überregionaler Ebene auf, als man für einige Spielzeiten in der 1. Amateurliga Bayern mitmischte. In der Saison 1965/66 spielten beide Bayreuther Vereine in der 1. Amateurliga, aus der der Neuling FC sofort wieder abstieg. Auch in der Saison 1969/70 hielt er sich dort nur ein Jahr. Der Wiederaufstieg gelang zur Saison 1972/73, diesmal konnte sich der FC bis zum Ende der Saison 1974/75 in der Liga halten.
Am 14. Mai 2003 fusionierte die Fußballabteilung des 1. FC mit der des BSV 98 Bayreuth zum FSV Bayreuth. Die neue Mannschaft schaffte es bis in die Landesliga Nordost und spielte in der letzten Saison in der Kreisliga. Im März 2020 wurde bekannt, dass der FC zu kommenden Spielzeit wieder mit einer eigenen Mannschaft in der A-Klasse an den Start gehen wolle. Auf die erste FSV-Mannschaft werde die FC-Neugründung aber keinen Einfluss haben.

## Tischtennis
Die Tischtennisabteilung stieg im Zeitraum 1986/87 bis 1993/94 siebenmal von der Landesliga in die Erste Bundesliga auf. Treibende Kraft war der Manager Heinz Grauling. Den Aufstieg in die Erste Bundesliga erkämpften die Spieler Vasile Florea, Jürgen Hegenbarth, Piotr Molenda, Thomas Ogunrinde, Lu Qiwei, Jörg Budzisz, Haward Speer und Heiko Schuler. Ogunrinde war 1994 der erste afrikanische Spieler in der Ersten Bundesliga.
Die Mannschaft erreichte 1994/95 Platz 9, ein Jahr später Platz 8 und musste am Ende der Saison 1996/97 mit Platz 10 absteigen. In der Folgesaison erreichte der Verein in der Zweiten Bundesliga Platz 1, verzichtete aber aus finanziellen Gründen auf den Aufstieg. Am Ende der Saison 1998/99 zog der Verein die Mannschaft aus der Zweiten Bundesliga zurück.

## Boxen
Die Boxabteilung des 1. FC brachte mit Gerhard Schoberth einen Deutschen Amateurmeister im Mittel- (1984) und Halbschwergewicht (1989) hervor. In den Jahren 1987, 1988 und 1991 wurde Schoberth jeweils Deutscher Vizemeister.

## American Football
Das American-Football-Team Bayreuth Dragons ist eine Abteilung des 1. FC Bayreuth. Die 1999 gegründeten Dragons waren zunächst dem Post-SV angegliedert und starteten im Jahr 2000 den Spielbetrieb. Die Herrenmannschaft gewann 2004 die Bayerische Meisterschaft und stieg in die Regionalliga auf, 2003 und 2005 wurde die Bayerische Jugendmeisterschaft gewonnen.
2011 wechselte man zum 1. FC Bayreuth, unter dessen Dach vor der Jahrtausendwende bereits die Bayreuth Broncos und die Bayreuth Raiders gespielt hatten. 2019 stellten die Dragons die zahlenmäßig größte Abteilung innerhalb des Vereins.

## Cheerleader
Zum 1. FC Bayreuth gehören die United Cheerleader Bayreuth, die die Bayreuth Dragons bei ihren Heimspielen unterstützen. Sie bestehen aus einem Peewee-Team (6–10 Jahre), einem Junior-All-Girl-Team Level 2 (10–15 Jahre) und einem Senior-Coed-Team Level 4 (ab Jahrgang 2005).